# Joterías bobas
Joterías bobas es el sexto álbum de estudio de la banda Hidrogenesse de pop, publicado en mayo del 2019.
Grabado en París en el estudio de Jérémie Orsel de Dorian Pimpernel y en el estudio Austrohúngaro de Barcelona en otoño de 2018. Dos instrumentos del estudio estudio de Jérémie Orsel de Dorian Pimpernel dan un carácter especial al disco: el sampler Emulator II y el sintetizador analógico Variophon un simulador de instrumentos de vientos desarrollado por la Universidad Colonia en 1975.
El grupo añade influencias más latinas a su pop electrónico usando patrones y estructuras de bailes como el danzón, el mambo o el cha-cha. Las temáticas de las canciones "Claro que sí", "Nombre de Flor" y Xochimilco" provienen de sus viajes  y experiencias en México. "Maracas" es una versión de Paolo Conte.

## Lista de canciones
1. Claro Que Sí 4:23
2. Se Malogró 3:52
3. La Carta Exagerada 3:42
4. La Cita 4:20
5. Xochimilco 5:38
6. Nombre de Flor 3:39
7. Llorreír 3:22
8. La Flor Otra Vez 0:38
9. Maracas 3:11 (versión de Paolo Conte)
10. Todavía la Flor 1:08
11. Teclas Que No Suenan 4:46
12. Brujerías Jotas 2:23

En el disco colaboran cantando y haciendo coros La Terremoto de Alcorcón, Elsa de Alfonso, Ibon Errazkin y Teresa Iturrioz de Single y Jérémie Orsel
«Claro que sí» es el primer adelanto del disco y cuenta con las voces sampleadas de Flor Cugat, Nádia Oliveira, Felipe Mardones, Agustín Cerettique y Melcochito y se acompaña de un videoclip realizado por el grupo.
Dos canciones más del disco fueron presentados con videoclips, 'La carta exagerada' realizado por Stanley Sunday y 'Brujerías jotas' realizado por Mar Ordonez.
Varias canciones del disco se estrenaron en México dentro del espectáculo coreográfico y visual «Salón Talismán», creado por el artista mexicano Arturo Lugo e inspirado en varias canciones de Hidrogenesse y en las películas y los shows de rumberas (cabarets mexicanos en los años 1940-50). Hidrogenesse pasaron el primer trimestre de 2019 en México creando el «Salón Talismán» con Arturo Lugo. El espectáculo se estrenó en Guadalajara (Jalisco) y se representó también en Ciudad de México a finales de marzo de 2019. 
A su regreso de México Hidrogenesse el disco al completo el mismo día de la publicación en la sala Luz de Gas de Barcelona con un recital a piano y voz.
En septiembre de 2019 reciben el Premi Altaveu por su trayectoria musical.

## Créditos
Genís Segarra: teclados y programación.
Carlos Ballesteros: voz.
Jérémie Orsel: guitarras en Claro que sí y La carta exagerada y voz en La carta exagerada, Llorreír, Xochimilco y Maracas.
Ibon Errazkin y Teresa Iturrioz de Single: voces en La carta exagerada, Llorreír, Xochimilco y Nombre de flor.
La Terremoto de Alcorcón: voz en Llorreír.
Elsa de Alfonso: voz en La cita.
La portada está inspirada en el cuadro «Arlequín y Pierrot» de André Derain. El fondo y los trajes pintados son de Carlos Ballesteros y la fotografía de Alicia Aguilera